# Potion-danomi de Ikinobimasu!
Potion-danomi de Ikinobimasu! (ポーション頼みで生き延びます！?), también conocida como I Shall Survive Using Potions! en inglés y ¡Sobreviviré a base de pociones! en español, es una serie de novelas ligeras japonesas escritas por FUNA. La serie se originó en el sitio web Shōsetsuka ni Narō, antes de publicarse impresa con ilustraciones de Sukima por Kodansha a partir de junio de 2017. Hasta marzo de 2023, se han publicado nueve volúmenes. 
Una adaptación de manga, ilustrada por Hibiki Kokonoe, estuvo en la plataforma Suiyōbi no Sirius con sede en Niconico desde junio de 2017 hasta enero de 2022, con sus capítulos individuales recopilados en nueve volúmenes. Un manga secuela, ilustrado por Futsū Onshin, comenzó a serializarse en la misma plataforma en agosto de 2022. A partir de marzo de 2023, los capítulos individuales del manga se recopilaron en un solo volumen. Una adaptación de la serie de televisión de anime se estrenará en octubre de 2023.

## Sinopsis
Kaoru Nagase muere debido a una brecha de energía dimensional entre mundos, aunque el Dios de su mundo salva su alma y su mente; dándole una nueva vida en Reverie, un mundo bajo la jurisdicción de la diosa Celestina. Kaoru pide el poder de crear pociones y otras habilidades; aunque sobre todo pide la amistad de Celestine, para evitar la soledad.

## Personajes
Kaoru Nagase (長瀬 香 Nagase Kaoru?) / Kaoru (カオル?)
 Seiyū: Rin Kusumi
Francette (フランセット Furansetto?)
 Seiyū: Tomoyo Takayanagi
Emile (エミール Emīru?)
 Seiyū: Moeka Koizumi
Belle (ベル Beru?)
 Seiyū: Haruki Iwata
Layette (レイエット Reietto?)
 Seiyū: Natsuki Kitagawa
Celestine (セレスティーヌ Seresutīnu?)
 Seiyū: Nao Tōyama
Roland (ロランド Rorando?)
 Seiyū: Taito Ban
Fernand (フェルナン Ferunan?)
 Seiyū: Ryuichi Kijima
Allan (アラン Aran?)
 Seiyū: Takeo Otsuka
Fabio (ファビオ?)
 Seiyū: Masaya Wada
Administrador de la Tierra (地球の管理者 Chikyū no Kanrisha?)
 Seiyū: Takuya Satō

## Contenido de la obra

### Novela ligera
Potion-danomi de Ikinobimasu! es escrita por FUNA, la serie comenzó a serializarse en el sitio web de publicación de novelas Shōsetsuka ni Narō el 3 de noviembre de 2015. Posteriormente, la serie fue adquirida por Kodansha, quien comenzó a publicar la serie impresa con ilustraciones de Sukima el 1 de junio de 2017. A partir de marzo de 2023, nueve se han publicado volúmenes.
En diciembre de 2018, J-Novel Club anunció que obtuvo la licencia de las novelas para su publicación en inglés.

### Manga
Una adaptación a manga, ilustrada por Hibiki Kokonoe, se serializó en la plataforma Suiyōbi no Sirius con sede en Niconico desde el 7 de junio de 2017 hasta enero de 2022. Kodansha publicó los capítulos individuales en nueve volúmenes de tankōbon. Una secuela de la adaptación de manga ilustrada por Futsū Onshin, titulada I Shall Survive Using Potions! Continuation, comenzó la serialización en la misma plataforma el 1 de agosto de 2022. A partir de marzo de 2023, los capítulos individuales de la serie se recopilaron en un solo volumen de tankōbon.
En diciembre de 2018, J-Novel Club anunció que también obtuvo la licencia de la adaptación del manga para su publicación en inglés.
Un manga derivado también ilustrado por Sukima, titulado "I Shall Survive Using Potions! Hanano and Lotte's Journey" también comenzó la serialización en Suiyōbi no Sirius el 30 de enero de 2023.

### Anime
El 24 de febrero de 2023 se anunció una adaptación de la serie de televisión de anime. Está producido por Jumondō y dirigido por Nobuaki Nakanishi, con guiones escritos por Takayo Ikami, diseños de personajes a cargo de Chisato Kikunaga y música compuesta por Hiroaki Tsutsumi. Se estrenó el 8 de octubre de 2023 en el bloque de programación ANiMAZiNG!!! de ABC y TV Asahi. El tema final es "Love Is a Potion" de Harmoe. Crunchyroll obtuvo la licencia de la serie fuera de Asia.